# Вудмор (Колорадо)
Вудмор (англ. Woodmoor) — переписна місцевість (CDP) в США, в окрузі Ель-Пасо штату Колорадо. Населення — 9536 осіб (2020).

## Географія
Вудмор розташований за координатами 39°6′17″ пн. ш. 104°50′37″ зх. д. / 39.10472° пн. ш. 104.84361° зх. д. (39.104823, -104.843604).  За даними Бюро перепису населення США в 2010 році переписна місцевість мала площу 16,41 км², з яких 16,25 км² — суходіл та 0,16 км² — водойми.

## Демографія
Згідно з переписом 2010 року, у переписній місцевості мешкала 8741 особа в 3107 домогосподарствах у складі 2665 родин. Густота населення становила 533 особи/км².  Було 3249 помешкань (198/км²).
Расовий склад населення:
| - 93,1 % — білих - 2,1 % — азіатів - 1,2 % — чорних або афроамериканців - 0,5 % — корінних американців |

До двох чи більше рас належало 2,4 %. Частка іспаномовних становила 4,2 % від усіх жителів.
За віковим діапазоном населення розподілялося таким чином: 26,5 % — особи молодші 18 років, 61,2 % — особи у віці 18—64 років, 12,3 % — особи у віці 65 років та старші. Медіана віку мешканця становила 45,1 року. На 100 осіб жіночої статі у переписній місцевості припадало 102,0 чоловіків;  на 100 жінок у віці від 18 років та старших — 98,6 чоловіків також старших 18 років.
Середній дохід на одне домашнє господарство  становив 140 700 доларів США (медіана — 122 926), а середній дохід на одну сім'ю — 147 019 доларів (медіана — 133 185). Медіана доходів становила 94 940 доларів для чоловіків та 54 886 доларів для жінок. За межею бідності перебувало 2,4 % осіб, у тому числі 4,3 % дітей у віці до 18 років та 1,6 % осіб у віці 65 років та старших.
Цивільне працевлаштоване населення становило 4032 особи. Основні галузі зайнятості: освіта, охорона здоров'я та соціальна допомога — 18,2 %, науковці, спеціалісти, менеджери — 16,1 %, фінанси, страхування та нерухомість — 10,7 %, мистецтво, розваги та відпочинок — 9,6 %.